# Conseil provincial de Bourbon
Le conseil provincial de Bourbon, ou conseil provincial de l'île Bourbon, est une instance délibérative qui exista pendant une douzaine d'années au début du XVIIIe siècle sur l'île de La Réunion, dans le sud-ouest de l'océan Indien, alors que celle-ci était encore une colonie connue sous le nom de Bourbon. Placé sous la dépendance du conseil supérieur de Pondichéry dès sa création, qui eut lieu le 7 mars 1711, il fut érigé en conseil supérieur de Bourbon par édit royal de Louis XV en novembre 1723.
Entre-temps, durant sa courte existence, le conseil provincial prit plusieurs décisions importantes :
- Le 27 février 1713, il décida de la réorganisation du système des concessions accordées par la Compagnie des Indes orientales « du battant des lames au sommet des montagnes »[2].
- Il imposa par ailleurs à chaque homme de planter cent caféiers le 4 décembre 1715[2].